# Научи ме да обичам
Научи ме да обичам (на турски: Bana Sevmeyi Anlat, в най-близък превод Разкажи ми за любовта) e турски драматичен сериал, излъчващ се премиерно през 2016 г.

## Сюжет
Алпер Ерен е известен готвач и има собствен ресторант, женен е за Берна и имат дъщеря Чичек. Те искат да се разделят, защото винаги се карат, а Берна тайно има връзка с най-добрия приятел на Алпер, Онур.
Един ден братът на Алпер, Джихан потърсил Онур, за да получи парите от наема на ресторанта. Но Онур е откраднал парите. Берна също търси Онур. Джихан знае, че Берна и Онур имат връзка. Те се карат в колата, което довежда до автомобилна катастрофа. Джихан умира, а Берна изпада в кома.
Сега Алпер трябва да се грижи за дъщерите на Джихан, Ейлюл и Меркан. Алпер също така има финансови затруднения, тъй като Онур е откраднал всички пари, така че е принуден да продаде ресторанта и къщата си. Хасмет, богат човек и бизнесмен, иска да отвори ресторант. Дясната му ръка Енгин, който също е приятел на Алпер от детството, казва на Хасмет, че неговият приятел Алпер е готвач и иска да работят заедно, за да помогнат на Алпер. Алпер и Хасмет стават партньори. Хасмет кани Алпер на сватбата си.
Разведената и самотна майка Лейля Айдън живее в Германия с баща си, мащехата си, полубратята и сестрите си и сина си. Те се борят да живеят заедно, тъй като не се разбират и имат финансови проблеми. Майката на Лейля изоставя нея и баща ѝ, когато тя е бебе. А баща ѝ работи за богатия бизнесмен Хашмет. Един ден Хашмет се нуждае от преводач и баща ѝ Салих казва на Хасмет, че Лейля може да говори различни езици. Среща я, изумен е от красотата ѝ и се влюбва. След няколко дни Хашмет иска да се ожени за Лейля. Тя се съгласява в името на сина си, тъй като едвам свързва двата края и знае, че Хашмет може да осигури много неща за нея и сина ѝ. В деня на сватбата тя бяга, защото разбира, че Хашмет е замесен в опасен бизнес и е престъпник. Докато Лейля бяга от сватбата, тя скача в най-близката кола, която е колата на Алпер, така че сега Алпер трябва да помогне, тя да се скрие от Хашмет. Оттук започва тяхното пътуване и любовна история. Въпреки това, продължават проблемите с Хашмет, който е готов да отиде до всички краища на света за нея. По-късно съпругата на Алпер, Берна се събужда от комата.

## Излъчване
| Сезон | Епизоди | Начало на сезона | Край на сезона | Всички епизоди | ТВ сезон    | ТВ канал | Дата и час               |
| ----- | ------- | ---------------- | -------------- | -------------- | ----------- | -------- | ------------------------ |
| 1     | 22      | 26 август 2016   | 30 януари 2017 | 1 – 22         | 2016 – 2017 | FOX      | петък/понеделник (20:00) |

## Излъчване в България
| Сезон | Епизоди | Начало на сезона | Край на сезона | Всички епизоди | ТВ сезон | ТВ канал     | Дата и час                 |
| ----- | ------- | ---------------- | -------------- | -------------- | -------- | ------------ | -------------------------- |
| 1     | 73      | 22 април 2020 г. | 31 юли 2020 г. | 1 – 73         | 2020 г.  | Диема Фемили | всеки делничен ден (21:00) |

## Актьорски състав
- Кадир Доулу – Алпер Ерен
- Седа Бакан – Лейля Айдън-Ерен
- Мустафа Юстюнда – Хашмет Тууджу
- Долунай Сойсерт – Джанан Гюнгьор
- Кадир Чермик – Салих Айдън
- Махпери Мертоолу – Айла Айдън
- Джемил Бююккдьогерли – Онур Бозан
- Бихтер Динчел – Сузан Гирай
- Сердар Йозер – Енгин Каргъ
- Аслъ Орчан – Берна Ерен
- Бахадър Ватаноолу – Хакверди Айдън
- Мине Кълъч – Езги Гюнеш
- Емир Чубукчу – Бурак Тууджу
- Гюлпер Йоздемир – Симге Айдън
- Илайда Алишан – Ейлюл Ерен
- Наз Сайьнер – Мерджан Ерен
- Лавиня Юнлюер – Чичек Ерен

## В България
В България сериалът започва на 22 април 2020 г. по Диема Фемили и завършва на 31 юли. На 25 януари 2021 г. започва повторно излъчване и завършва на 5 май. На 16 юни започва ново повторение и завършва на 5 август. На 28 март 2022 г. започва ново повторно излъчване и завършва на 6 юли. Ролите се озвучават от Йорданка Илова, Ася Братанова, Силвия Русинова, Стефан Сърчаджиев-Съра, Владимир Колев и Димитър Иванчев.
На 10 май започва повторно излъчване по TDC. Дублажът е на студио „Медиа Линк“ и ролите се озвучават от Биляна Петринска, Лина Златева, Мартин Герасков, Георги Стоянов и Иван Танев.